# 게임라이츠
게임라이츠(Gamewright Games)는 1994년에 설립된 미국의 보드 게임 기업이다. 2005년에는 슬리핑퀸즈, 2010년에는 포비든 아일랜드를 출시했으며 2013년에는 포비든 데저트, 포비든 스카이를 출시했다. 대한민국에서는 보약게임이 게임라이츠를 통하여 출시하였다.

## 출시한 보드 게임
- 슬리핑퀸즈 (2005년 출시)
- 포비든 아일랜드 (2010년 출시)
- 포비든 데저트 (2013년 출시)
- 포비든 스카이 (2013년 출시)